# Areito
Areíto es el título del sexto álbum de estudio grabado por el cantautor y músico dominicano Juan Luis Guerra y su grupo 4.40. Fue lanzado al mercado por la empresa discográfica Karen Records el 15 de diciembre de 1992, El álbum fue nominado para el Premio Grammy al Mejor Álbum Latino Tropical Tradicional en los 36.ª edición anual de los Premios Grammy, celebrada el martes 1°. de marzo de 1994, pero perdió contra Mi tierra de Gloria Estefan. En este disco Juan Luis Guerra enfatiza la temática social y rinde tributo a la etnia taína. 
También se caracteriza por la colaboración de Rubén Blades en los coros del tema "Si saliera petróleo".
El areíto era una especie de rima o romance que cantaban y bailaban a un mismo tiempo los antepasados caribeños. La inspiración estaba en sus historias cotidianas que eran entonadas en coro o de forma individual por un individuo cuya misión era guiar la danza y/o el relato, que los otros repetían. Se le llamaba Tequina al que asumía tal misión y, generalmente, era un hombre mayor.
Para bailarlo, unas veces lo hacían tomados de las manos y otras se entrelazaban brazo con brazo. Así seguían el ritmo del canto con todo el cuerpo, ejecutando algunos pasos hacia delante y hacia atrás. Un areíto podía durar hasta el día siguiente, toda la comunidad reunida, en el centro de la aldea y alrededor de la fogata.

## Lista de canciones
Todas las canciones escritas y compuestas por Juan Luis Guerra, excepto "El costo de la vida", que es una versión en español de la canción "Kimia Eve", del músico congolés Diblo Dibala, cuya versión original forma parte del disco Soukous Trouble, de 1990, y "Mal de amor", otra versión en español de la canción "Rhythme Commercial", del saxofonista haitiano Nemours Jean Baptiste.. 
| Areíto |                               |                                         |          |  |
| N.º    | Título                        | Escritor(es)                            | Duración |  |
| 1.     | «Areíto»                      |                                         | 1:19     |  |
| 2.     | «El Costo de la Vida»         | Diblo Dibala, Juan Luis Guerra          | 4:12     |  |
| 3.     | «Señales de humo»             |                                         | 5:32     |  |
| 4.     | «Ayer»                        |                                         | 5:05     |  |
| 5.     | «Frío Frío»                   |                                         | 4:07     |  |
| 6.     | «Rompiendo fuentes»           |                                         | 4:26     |  |
| 7.     | «Mal de amor»                 | Nemours Jean Baptiste, Juan Luis Guerra | 3:46     |  |
| 8.     | «Si saliera petróleo»         |                                         | 4:35     |  |
| 9.     | «Coronita de flores»          |                                         | 4:18     |  |
| 10.    | «Cuando te beso»              |                                         | 3:28     |  |
| 11.    | «Cuando te beso»              |                                         | 3:11     |  |
| 12.    | «Naboria / Daca Mayanimacaná» |                                         | 2:25     |  |
| 43:33  |                               |                                         |          |  |

## Uso en los medios
El canción romántica Coronita de flores fue utilizada para el tema principal de la telenovela venezolana de la cadena Venevisión en colaboración con la extinta cadena Marte Televisión titulada El paseo de la gracia de Dios (1993-1994), protagonizada por Luis Fernández, Nohely Arteaga y Elba Escobar.